# Vliegveld Zwartberg

Het Vliegveld van Zwartberg is gelegen in de wijk Zwartberg in de Belgische stad Genk.
Het vliegveld beschikt over een asfaltpiste met een lengte van 799 meter en een graspiste met een lengte van 655 meter. Het is de thuisbasis van een club van zweefvliegers, motorvliegers, modelvliegers en parachutisten. De mijnterrils die vlak naast het vliegveld liggen zijn voor hen herkenningspunten. De eigenaar van het vliegveld is de Koninklijke Aeroclub Limburgse Vleugels, een vliegclub waar zowel zweefvliegers, motorvliegers en modelvliegers terecht kunnen. De aeroclub is ook een echte vliegschool, men kan er terecht om het motorvliegbrevet [PPL(A)] en/of zweefvliegbrevet [SPL] te behalen. Ook kan men er diverse vervolgopleidingen volgen zoals de MEP (multi engine piston), een opleiding die men leert om vliegtuigen met meerdere zuigermotoren te besturen.

## Landingsbanen
Het vliegveld beschikt over 2 landingsbanen, een verharde baan (03L / 21R) en een onverharde baan (03R / 21L). De onverharde baan (graspiste) heeft een lengte van 655 meter en een breedte van 18 meter. De verharde baan (asfaltpiste) daarentegen heeft een lengte van 799 meter en een breedte van 23 meter. Ook is er op het vliegveld de mogelijkheid om te tanken, er kan zowel Jet-A1 als AVgas getankt worden. 